# Municipio de Mazon
El municipio de Mazon (en inglés: Mazon Township) es un municipio ubicado en el condado de Grundy en el estado estadounidense de Illinois. En el año 2010 tenía una población de 1487 habitantes y una densidad poblacional de 16,17 personas por km².

## Geografía
Según la Oficina del Censo de los Estados Unidos, el municipio tiene una superficie total de 91,94 km², de la cual 91,01 km² corresponden a tierra firme y (1,01 %) 0,92 km² es agua.

## Demografía
Según el censo de 2010, había 1487 personas residiendo en el municipio de Mazon. La densidad de población era de 16,17 hab./km². De los 1487 habitantes, el municipio de Mazon estaba compuesto por el 96,5 % blancos, el 0,61 % eran afroamericanos, el 0,34 % eran amerindios, el 0,07 % eran asiáticos, el 1,82 % eran de otras razas y el 0,67 % eran de una mezcla de razas. Del total de la población el 4,84 % eran hispanos o latinos de cualquier raza.